# Molpadiidae
De Molpadiidae zijn een familie van zeekomkommers uit de orde Molpadida.

## Geslachten
- Cherbonniera Sibuet, 1974
- Heteromolpadia Pawson, 1963
- Molpadia Cuvier, 1817

Niet geaccepteerde geslachtsnamen
- Ankyroderma, synoniem van Molpadia
- Trochostoma, synoniem van Molpadia